# Kościół Matki Bożej Wspomożenia Wiernych w Lędzinach
Sanktuarium Matki Bożej Wspomożenia Wiernych – rzymskokatolicki kościół filialny położony w Lędzinach. Świątynia należy do parafii Niepokalanego Poczęcia Najświętszej Maryi Panny w Chrząstowicach w dekanacie Ozimek, diecezji opolskiej.

## Historia kościoła
Na wiosnę roku 1854 Władysław Reymann chciał zaspokoić religijne potrzeby okolicznej ludności, zamieszkałej w dość dużym oddaleniu od opolskiego kościoła parafialnego, poprzez zbudowanie (jeszcze w tym samym roku) na terenie swojego majątku pięknej, obszernej, krytej gontem i zaopatrzonej w małą wieżę, kaplicy.
Mieszkańcy okolicznych miejscowości: Chrząstowic, Suchego Boru i Lędzin partycypowali w kosztach budowy przez dary pieniężne i dowóz materiałów budowlanych oraz darowizny na wyposażenie wnętrza kaplicy. Pozostałe koszty budowy pokrył właściciel dóbr szlacheckich Reymann. Obraz ołtarzowy (kopia Matki Boskiej Piekarskiej) namalował gimnazjalny nauczyciel rysunku, Buffa z Opola.
Metropolita Heinrich zatwierdził ufundowanie kaplicy, zezwolił na odprawiania w niej Mszy świętej i zlecił równocześnie archiprezbiterowi Gleichowi z Opola poświęcenie kaplicy. Nastąpiło to w uroczysty sposób 9 listopada 1854.
W kaplicy, wyposażonej w organy i dzwon, często odprawiano Mszę świętą. Celebrowali w niej przyjaciele fundatora i duchowni z Opola.
W roku 1858 właściciel Reymann sprzedał majątek i przeniósł się do Opola. Klucze do kaplicy przekazał zasłużonemu przy jej budowie osadnikowi Karlowi Michalskiemu z Lędzin. Działania mieszkańców Lędzin zmierzały teraz do tego, by przenieść kaplicę do Lędzin. Nowy właściciel Zbicka, któremu bardzo zależało na tym, by działkę, na której stała kaplica, odzyskać dla swego majątku, popierał ich starania. W końcu arcybiskup wyraził zgodę na przeniesienie kaplicy ze Zbicka do Lędzin.
W Lędzinach szybko znalazła się działka budowlana. Karl Michalski aktem notarialnym z 23 maja 1868 zezwolił na budowę kaplicy na swoim gruncie, którym odtąd będzie dysponował katolicki proboszcz z Opola. Niedługo po tym kaplica została przez mieszkańców Lędzin rozebrana, przewieziona do Lędzin i na nowo, w tym samym stylu, zbudowana. Tylko sufit nad prezbiterium zyskał teraz sklepienie. W miejsce pokrycia gontem dano kaplicy masywne pokrycie dachówkowe, a dotychczasowe jednoskrzydłowe drzwi zostały zmienione na dwuskrzydłowe.
Już 17 listopada 1868 kaplica została poświęcona przez archiprezbitera Porscha z Opola. Koszty przeniesienia kaplicy ze Zbicka do Lędzin pokryli wierni z Lędzin.
18 marca 1888 zmarł w Opolu, mając 69 lat, budowniczy i fundator kaplicy Reymann. Zmarły cieszył się w Opolu i okolicy najwyższym uznaniem. W latach 1850–1855 reprezentował opolski okręg wyborczy w drugiej izbie Landtagu. Ten szlachetny dobroczyńca znalazł swoje ostatnie miejsce spoczynku na opolskim cmentarzu.
W roku 1891, w którym opady deszczu były szczególnie intensywne i zboże zaczęło kiełkować w snopkach, parafia opolska pod przewodnictwem kapelana Pittacha zorganizowała pielgrzymkę błagalną do kaplicy Maryjnej w Lędzinach. Podczas Mszy św. niebo się wypogodziło i nastąpiła piękna pogoda. Wierni z Gosławic i Kolonii Gosławickiej, po złożeniu ślubowania, co roku w maju przychodzą z pielgrzymką do kaplicy w Lędzinach. Tradycja ustna głosi, że pierwszy raz przyszli przed obraz Matki Boskiej w 1858 r. (jeszcze do Zbicka), aby prosić o deszcz, gdyż panująca wówczas susza zagrażała plonom.